# Teófilo I de Alexandria

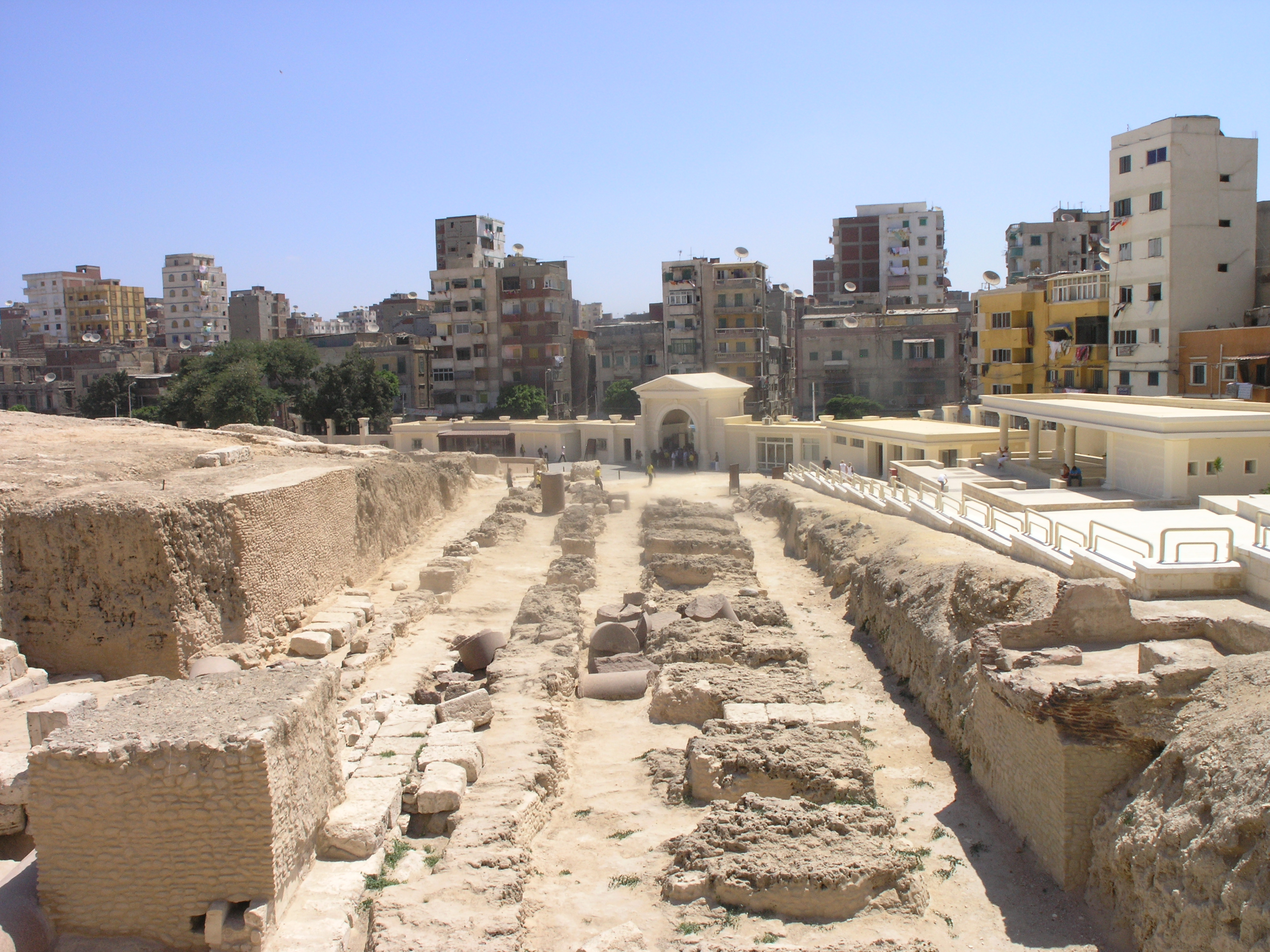
Ruínas de Alexandria

Teófilo de Alexandria (m. 412) foi um Patriarca de Alexandria, no Egito, de 385 até a sua morte. Ele é considerado um santo pela Igreja Ortodoxa Copta.
Ele foi um Papa copta num tempo de conflitos entre a maioria cristão, que acabara de se tornar dominante, e o establishment em Alexandria, cada grupo apoiado por um segmento da população. Edward Gibbon descreveu-o como "...o perpétuo inimigo da paz e da virtude, um homem mau e corajoso, cujas mãos estavam poluídas ora com ouro e ora com sangue.".

## Destruição dos templos em Alexandria
Em 391, Teófilo (de acordo com Rufino e Sozomeno) descobriu um templo pagão clandestino. Ele e seus seguidores mostraram os artefatos religiosos pagãos de maneira jocosa para o público, o que ofendeu os pagãos o suficiente para provocar um ataque aos cristãos. A facção cristã contra-atacou, forçando os pagãos a recuarem para o Serapeu. O imperador romano enviou uma carta à Teófilo pedindo-lhe que oferecesse o perdão aos pagãos e a destruição do templo. De acordo com Sócrates Escolástico, um contemporâneo, este último pedido foi adicionado após insistentes pedidos de Teófilo. Ele prossegue:
| “ | Aproveitando a oportunidade, Teófilo levou o pedido às últimas consequências... ele limpou o mitreu (mithraeum) também... e então destruiu o Serapeu e fez com que os falos de Príapo fossem levados através do fórum... os templos pagãos ... foram assim arrasados até o chão e as imagens dos deuses deles foram derretidas e transformadas em potes e outros utensílios para uso nas igrejas de Alexandria. | ” |
|   | — Sócrates Escolástico, História Eclesiástica, V.16. |   |

A destruição do Serapeu acarretou também a destruição da Biblioteca de Alexandria que nele se integrava (a 2ª, conhecida por Biblioteca Filha, pois a 1ª, a Grande Biblioteca, fora destruída acidentalmente pelos romanos liderados por Júlio César). Este evento foi visto por muitos autores, modernos e antigos, como representativo do triunfo do Cristianismo sobre as demais religiões da época. De acordo com João de Niciu, no século VII, quando a filósofa Hipátia foi linchada e esfolada por um horda de monges coptas (os parabolanos) de Alexandria, eles aclamaram o sobrinho de Teófilo e seu sucessor, Cirilo como o "...o novo Teófilo, pois ele destruiu os últimos resquícios de idolatria na cidade.".
Teófilo então se voltou contra os seguidores de Orígenes após tê-los apoiado por um tempo. Depois, ele foi, juntamente com seu sobrinho, Cirilo, até Constantinopla, onde presidiu o Concílio do Carvalho que depôs João Crisóstomo.

## Obras sobreviventes
- Correspondência com Jerônimo, Papa Anastácio I e Papa Inocêncio I.
- Tratados contra Crisóstomo.
- Homilias traduzidas por São Jerônimo, preservadas na edição de Migne da Patrologia Latina.
- Outras homilias sobreviveram apenas em copta e em ge'ez.